# Gladiolus vaginatus
Gladiolus vaginatus är en irisväxtart som beskrevs av F.Bolus. Gladiolus vaginatus ingår i släktet sabelliljor, och familjen irisväxter. Inga underarter finns listade i Catalogue of Life.